# Prodiamesa cubita
Prodiamesa cubita är en tvåvingeart som beskrevs av Garrett 1925. Prodiamesa cubita ingår i släktet Prodiamesa och familjen fjädermyggor.
Artens utbredningsområde är British Columbia. Inga underarter finns listade i Catalogue of Life.